# Eriopyga melanops
Eriopyga melanops là một loài bướm đêm trong họ Noctuidae.